# 中华街道 (邯郸市)
中华街道，是中华人民共和国河北省邯郸市丛台区下辖的一个乡镇级行政单位。

## 行政区划
中华街道下辖以下地区：
土山街社区、东门外社区、城东街社区、东门里社区和南门里社区。